# コンスタンティノープル包囲戦 (1204年)
1204年のコンスタンティノープル包囲戦（コンスタンティノープルほういせん）は、同年4月8日から13日にかけて、ビザンツ帝国の首都コンスタンティノープルを第4回十字軍が包囲し、陥落させた戦いである。征服されたコンスタンティノープルは十字軍の略奪破壊を受けた。これによりビザンツ帝国は一時的に滅亡し、西欧から来た十字軍騎士たちによるラテン帝国が建国され、フランドル伯が初代皇帝ボードゥアン1世としてハギア・ソフィア大聖堂で戴冠した。
この包囲戦の後、ビザンツ帝国の旧領は十字軍諸侯の国家やビザンツ貴族による亡命政権によって分割された。後の1261年、こうした亡命政権の一つニカイア帝国がコンスタンティノープルを奪回してラテン帝国を滅ぼし、ビザンツ帝国を復活させた（パレオロゴス朝）。しかしこれ以降帝国の勢力は領土的にも経済的にも衰退を続け、最終的に1453年の包囲戦でオスマン帝国に滅ぼされた。
1204年のコンスタンティノープル陥落は、ヨーロッパ中世史における一大転機であった。カトリックと正教の差異こそあれ、コンスタンティノープルはキリスト教世界最大の都市であり、これを十字軍が攻略するという事態は前例がなく、議論を巻き起こした。また征服後の十字軍が行った野蛮な略奪や虐殺行為は東ヨーロッパ諸国を憤慨させ、カトリックと正教の両教会の関係は破滅的なまでに冷え込み、現代にまで至る教会分裂を固定化する結果となった。
長期的に見れば、十字軍のコンスタンティノープル攻略はビザンツ帝国の衰退と完全な滅亡をも早め、結果的にイスラーム勢力であるオスマン帝国がヨーロッパへ勢力を拡大する手助けをしたことになる。

## 包囲戦前の状況
1182年5月、コンスタンティノープルで帝位簒奪者アンドロニコス（1世）・コムネノスと彼を支持する民衆によるラテン人虐殺 (イタリア語: Massacro dei Latini; ギリシア語: Σφαγή τῶν Λατίνων)が発生した。これにより西ヨーロッパ諸国とビザンツ帝国の関係は極度に悪化した。間もなくラテン諸国とビザンツ帝国の間で貿易協定が結ばれたが、多くの西欧人はビザンツ帝国への復讐を求めていた。

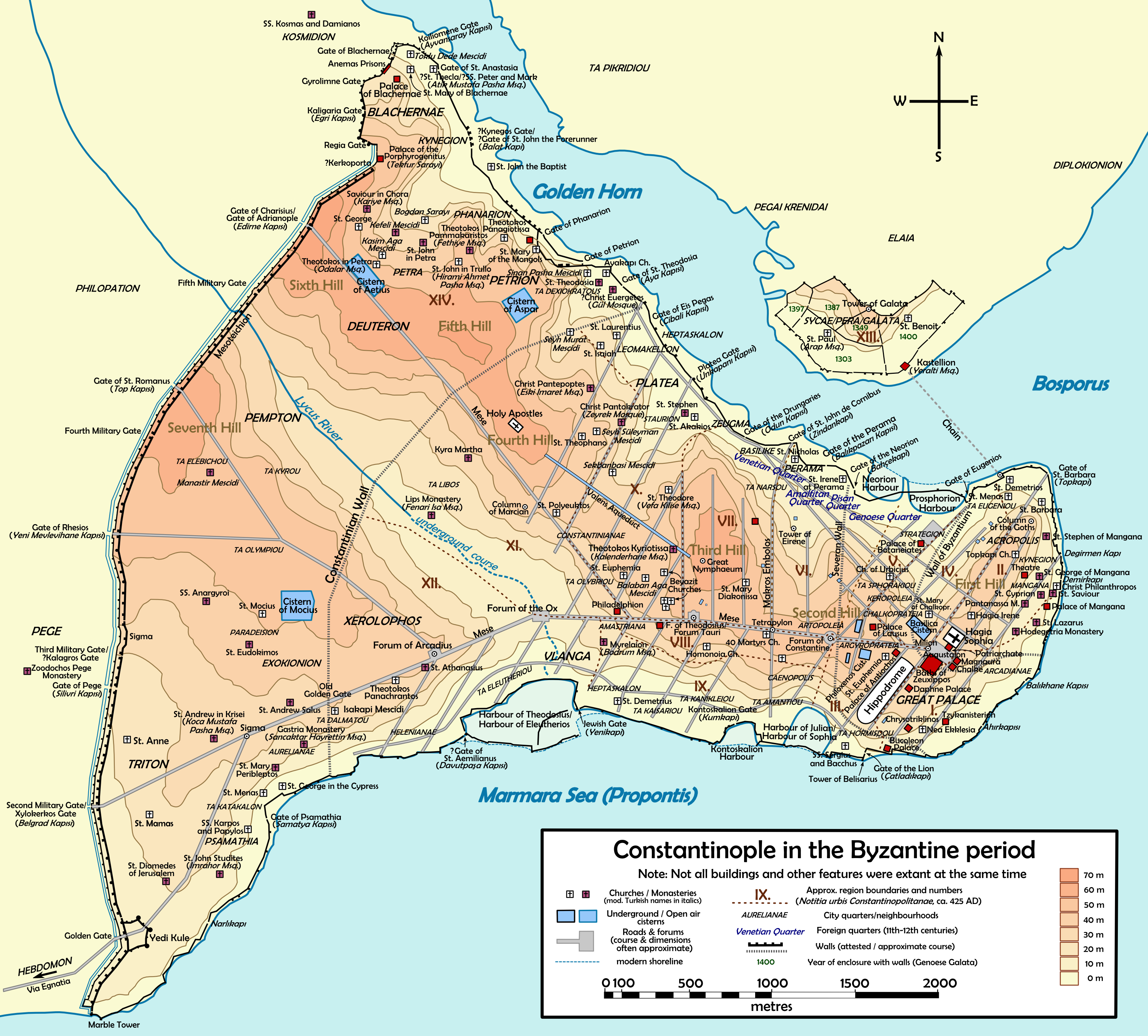
ビザンツ帝国時代のコンスタンティノープルと、それを守る城壁

1203年7月のコンスタンティノープル包囲戦でビザンツ帝国の簒奪者アレクシオス3世アンゲロスは十字軍に敗れて逃亡、先帝イサキオス2世アンゲロスが復位し、8月1日にその息子で十字軍の傀儡帝アレクシオス4世アンゲロスが正式に共同ビザンツ皇帝となった。彼は混乱するコンスタンティノープルを立て直そうとした。しかしその月の末には、反十字軍派のギリシア人暴徒と親十字軍派のラテン人暴徒が衝突し、11月まで暴動が続いた。そのころには、住民の大部分は反アレクシオス4世の態度をとるようになっていた。
1204年1月25日、イサキオス2世が死去したのをきっかけとして、住民はアレクシオス4世を廃位しニコラオス・カナボスを擁立した。アレクシオス4世は十字軍に助けを求めたが、その使者とされた側近アレクシオス(5世)・ドゥーカスが裏切ってアレクシオス4世を投獄し、2月5日に自ら皇帝となった。彼は十字軍にビザンツ帝国領から撤退するよう求めたが、十字軍は以前アレクシオス4世と結んだ協定を破棄することを拒んだ。2月8日にアレクシオス5世がアレクシオス4世の処刑を命じたのを機に、十字軍はアレクシオス5世に宣戦布告した。3月、十字軍とヴェネツィアはビザンツ帝国を滅ぼした後を見据えた領土分割協定をまとめた。

## 1204年の包囲戦
3月末、十字軍は再びコンスタンティノープルを包囲し、対するアレクシオス5世は防衛体制を増強するとともに、市外でも活発に軍を動かした。4月初週、金角湾の対岸のガラタに駐屯していた十字軍は、本格的なコンスタンティノープル攻撃を開始した。
1204年4月9日、十字軍とヴェネツィア軍は金角湾を渡って市の北西の城壁を強襲した。しかし悪天候に加え、防衛軍の激しい射撃に耐えかねていったん撤退した。

## コンスタンティノープル占領

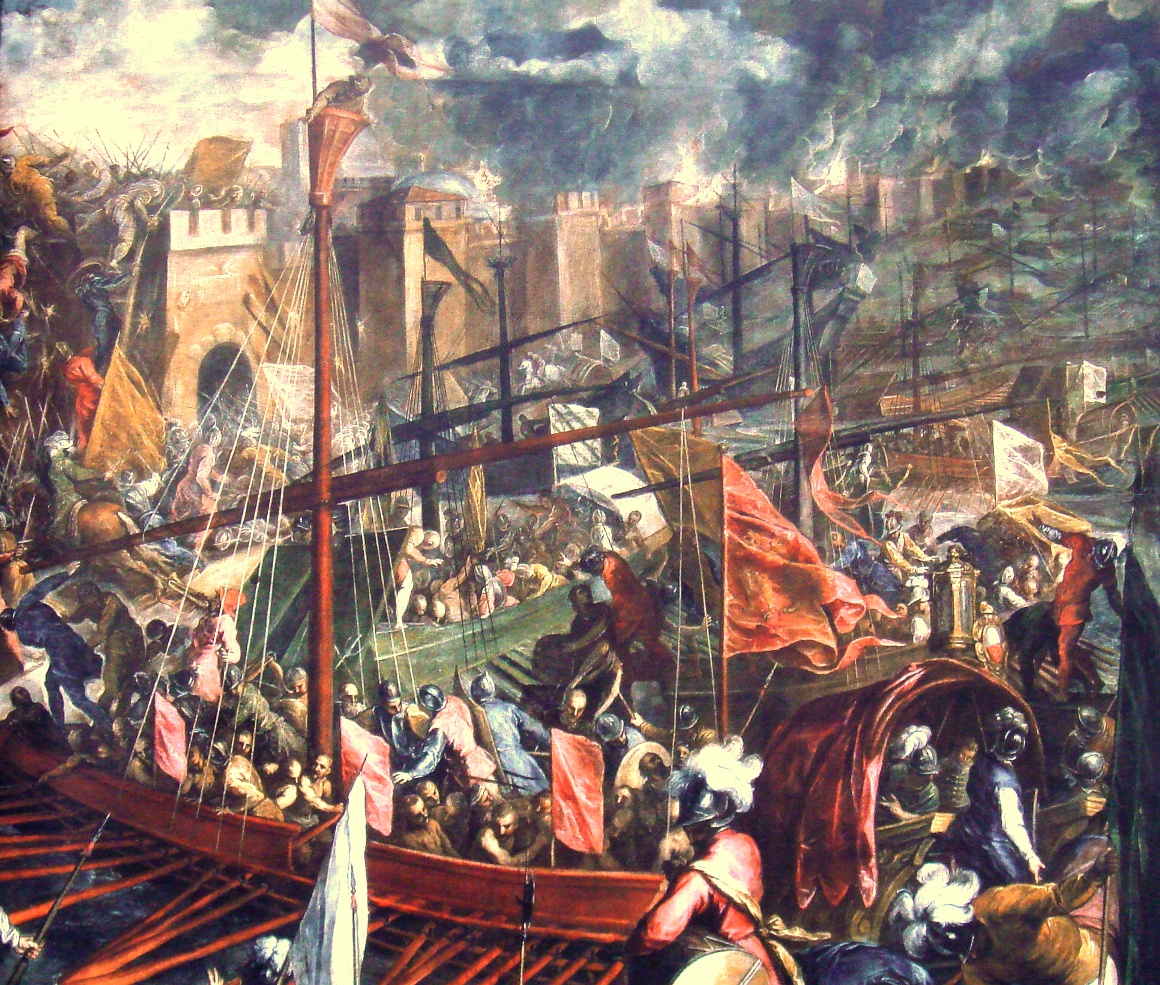
1204年のコンスタンティノープル包囲戦 (パルマ・イル・ジョーヴァネ画）

4月12日、天気が回復して快晴となったので、十字軍は2度目の強襲に出た。強い北風に押されてヴェネツィア艦隊は素早く金角湾を横切り、ここから城壁にとりついた十字軍はいくつかの塔を占拠した。城壁で短い戦闘が行われた後、約70人の十字軍兵士が市内への侵入に成功した。さらに城壁にも数人の騎士が一度に突入できるほどの穴が開けられ、ヴェネツィア軍もヴァリャーグ親衛隊との激しい乱闘の末に城壁を陥れた。北西部のブラケルナエ地区を占領した十字軍は、ここを拠点として残りの市街制圧に取り掛かった。彼らが火を放って敵を退けようとした結果、広い範囲の市街が焼け落ちた。その夜、アレクシオス5世はレギウムの門から脱出して、西方へ落ち延びた。

## コンスタンティノープルの略奪

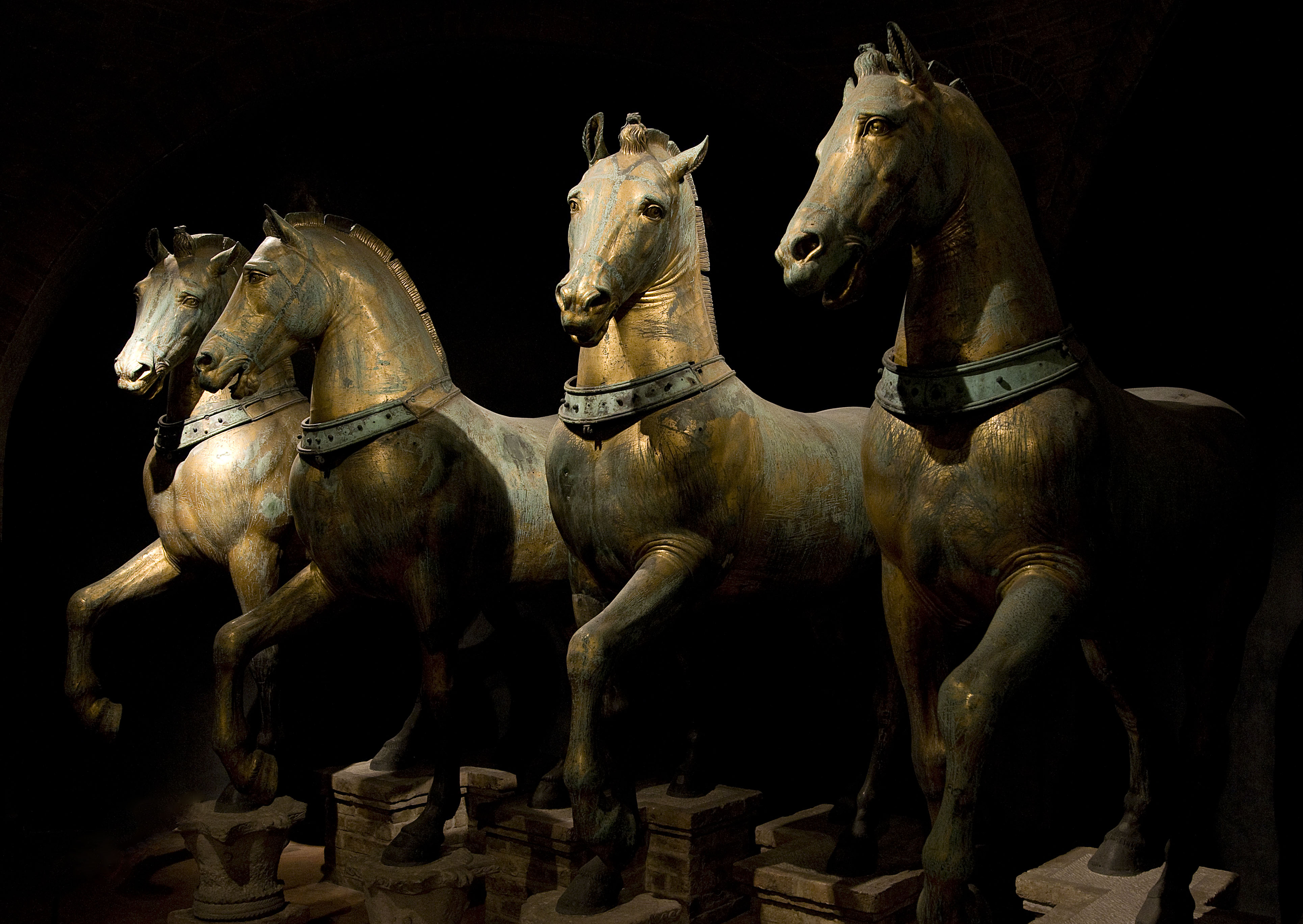
ヴェネツィアのサン・マルコ寺院内にあるサン・マルコの馬。このレプリカが寺院外に展示されている。

十字軍は3日間にわたり、街を略奪し、破壊した。古代・中世ギリシア・ローマの数多くの遺物が盗まれたり、壊されたりした。その中でもとくに有名なのが、現在ヴェネツィアのサン・マルコ寺院の正面を飾っているサン・マルコの馬である。これはもともとコンスタンティノープル競馬場にあったものを、この略奪の際にヴェネツィア人が本国へ持ち帰ったものである。アレクサンドロス大王時代のリュシッポスによる作品と伝わる巨大なヘルクレース像も同様の運命をたどった。また多くのブロンズ製の像や芸術品が、十字軍によって鋳溶かされた。 
キリスト教の十字軍としての誓約を破り教皇に破門される恐れのある行為であるにもかかわらず、彼らはコンスタンティノープル市内の聖域を周到に襲い、持てるものはすべて盗み、後に何も残さなかった。聖使徒教会にあった歴代皇帝の墓も被害をまぬかれなかった。非武装の一般市民も、略奪欲と栄誉欲にかられた十字軍の残酷性の犠牲となった。数千人が無慈悲に殺された。女性は、教会や修道院の尼僧に至るまで強姦された 。こうした場所にあった祭壇は粉々に砕かれ、金や大理石などが抜き取られた。ヴェネツィア人も略奪に参加したが、他の十字軍兵士と比べればはるかに抑制的だった。十字軍に同行していた元首エンリコ・ダンドロが、ヴェネツィア軍をよく統制できていたためである。彼らは目についたものを破壊して回るというよりも、宗教的な聖遺物や芸術品を優先的に盗み出し、後にヴェネツィア本国に持ち帰って自分たちの教会を装飾するのに使った。これは、結果論ではあるが東ローマに残ったそれらの文化遺産や聖職品などの多くは、後にイスラーム国家であるオスマン帝国による陥落の際に略奪されたり、偶像崇拝を禁止する宗教上の理由により破壊されたため、却って貴重な品々が西欧に保存されるという効果もあった。
コンスタンティノープルにおける略奪の被害総額は約90万銀マルクに相当すると推定されている。 ヴェネツィアは十字軍との契約料として15万銀マルクを受け取り、十字軍は5万銀マルクを公式に得た。また10万銀マルク分は十字軍兵士やヴェネツィア人の間で山分けされた。残りの50万銀マルクは、多くの十字軍騎士たちが個人的かつ秘密裏に持ち去った量である。 またコンスタンティノープルのラテン人住民も、1182年に自分たちが被った虐殺の報復として略奪破壊に参加していた。

## その後
事前の取り決めに従い、ビザンツ帝国領はヴェネツィア、十字軍の指導者たち、そしてコンスタンティノープルを首都として成立したラテン帝国の間で分割された。市民は十字軍を主導したモンフェッラート侯ボニファーチョ1世が新皇帝に即位するものと考えていたが、ヴェネツィアが難色を示した。ボニファーチョ1世は弟ラニエーリ・ディ・モンフェッラートがマヌエル1世の娘マリア・コムネナと結婚しているなど旧帝国との繋がりが強すぎたためである。その代わりにフランドル伯ボードゥアンが初代ラテン皇帝に選ばれ、ハギア・ソフィア大聖堂でボードゥアン1世として即位した。ボニファーチョ1世はテッサロニキ王国を建国し、ヴェネツィアはエーゲ海にナクソス公国を建設した。
旧ビザンツ帝国の貴族の大部分はコンスタンティノープルを脱出した。彼らは一般人の目から見ても帝国を無力化させた無能なエリートたちであり、同情を買うことができなかった。同時代の歴史家・目撃者であるニケタス・コニアテスは、セリュンブリアへ逃れる大主教のように難民化したビザンツ貴族たちの描写をもって、コンスタンティノープル陥落に関する記述を締めくくっている。
ビザンツ貴族たちは各地で亡命政権を建設した。特に有力だったのが、トレビゾンド帝国、エピロス専制侯国、そしてテオドロス1世ラスカリス (アレクシオス3世アンゲロスの親族)のニカイア帝国だった。
こうした亡命政権の中から後にビザンツ帝国は復活するが、長期的にみても1204年のコンスタンティノープル陥落はビザンツ帝国を著しく弱体化させ、ルーム・セルジューク朝や後のオスマン帝国などといったイスラーム勢力に利する結果に終わった（オスマン・東ローマ戦争）。

## 東西教会の和解
1204年の包囲戦から800年という節目を前にして、ローマ教皇ヨハネ・パウロ2世は、第4回十字軍の蛮行に対する遺憾の意を2度にわたり示した。2001年、彼はギリシャ正教会の長であるアテネ大主教フリストドゥロスに送る書簡の中で「キリスト教徒のために聖地への自由な通行を守るために出発したはずの者たちが、信仰の兄弟に攻撃を転じてしまったことは悲劇です。彼らがラテン・カトリックであったという事実が、カトリック教徒を深い悔恨の念で満たすのです。」と述べている。2004年、ヴァチカンを訪れたコンスタンディヌーポリ総主教ヴァルソロメオス1世に対して、ヨハネ・パウロ2世は「8世紀の時を経て、我々が痛みや嫌悪を分かち合えないということがあるでしょうか。」と問いかけた。これは第4回十字軍が犯した殺人についての、ギリシャ正教会に対する謝罪とも受け止められた:xiii。
2004年4月のコンスタンティノープル占領800周年を記念する演説の中で、ヴァルソロメオス1世は公式に謝罪を受け入れることを表明した。彼はフランスのリヨン大司教フィリップ・バルバランが同席した礼拝式の中で「和解の精神は憎しみよりも強いものです。」と述べた。また復活祭でも「我々は、第4回十字軍の悲劇に対するあなた方の本心からくる姿勢を、感謝と敬意の念をもって受けとります。事実として、その犯罪はこの街で800年前に繰り広げられたのです。」「キリストの復活における調和の精神は……我々を我々の教会間での和解へと駆り立てるのです。」と述べている。